# Oligosita subfasciata
Oligosita subfasciata är en stekelart som beskrevs av John Obadiah Westwood 1879. Oligosita subfasciata ingår i släktet Oligosita och familjen hårstrimsteklar. Arten är reproducerande i Sverige. Inga underarter finns listade i Catalogue of Life.